# Las gigantillas
Las gigantillas (« Les Gigantins ») est une peinture réalisée par Francisco de Goya en 1792 qui fait partie de la septième série de cartons pour tapisserie destinée au bureau de Charles IV dans le palais de l'Escurial.
Le titre est emprunté au surnom des défilés de géants à Santander.

## Contexte de l'œuvre
Tous les tableaux de la septième série sont destinés au bureau de Charles IV, anciennement prince des Asturies et à qui étaient déjà destinées les six premières séries, au palais de l'Escurial. Le tableau a été peint entre fin 1791 et début 1792.
Ce tableau, comme beaucoup des cartons, a été transféré aux sous-sols du Palais royal de Madrid vers 1856-1857, mais alors que Gregorio Cruzada Villaamil découvre tous les cartons entreposés là, Las Gigantillas manque à l'appel. Ce n'est qu'en 1913 que le gouvernement espagnol retrouve l'œuvre en l'identifiant lors d'une vente aux enchères à Paris, dans la Galerie Marczell von Némés, de Budapest. Son acheteur, le baron Herzog, en fait cadeau au roi Alphonse XIII, qui le dépose au musée du Prado, où il est exposé dans la salle 93. La toile est citée pour la première fois dans le catalogue du musée du Prado en 1876.
La série était composée de La Boda, Los Zancos, El Balancín, Las Gigantillas, Muchachos trepando a un árbol, El Pelele et Las Mozas del cántaro.

## Analyse
Cinq enfants jouent à s’assoir sur les épaules de l’autre dans le jeu populaire bien connu « las gigantillas », dans un paysage fait de collines et d’arbres. Le contraste social est très marqué, entre un enfant riche et noble, cherchant son équilibre, tout sourire, juché sur le dos de son compagnon de jeu, visiblement vivant dans une famille paysanne et suant sous l'effort.
Selon le site officiel du Musée du Prado la tapisserie était destinée à la chambre des infantes au Palais du Pardo, bien que la plupart des critiques préfère l’associer à la septième série pour l’Escorial. 
Il peut s’agir d’une allégorie sur l’instabilité politique de l’Espagne d’alors, avec sa valse des ministres, thème que Goya traita plus tard dans Monter et descendre.
La tapisserie était destinée à un dessus-de-porte, où le triangle présent dans les autres tapisseries de la série est augmenté. Goya montre sa maîtrise de la représentation du monde de l’enfant, comme dans Enfants gonflant une vessie. Les coups de pinceaux aériens et vibrants de Goya rappellent Vélasquez. La lumière de la toile anticipe l’impressionnisme.

### Bibliothèque
- (es) Gregorio Cruzada Villaamil, Los tapices de Goya, Rivadeneyra, 1870, 148 p. (OCLC 27205287), p. 53, 143
- (es) V. de Sambricio, Tapices de Goya, Madrid, Patrimonio Nacional, 1946, p. 172-173, 279-281
- (es) José Manuel Arnaiz, Francisco de Goya : cartones y tapices, Madrid, Espasa Calpe, 1987, p. 166-171, 320
- (es) Janis Tomlinson, Francisco de Goya : los cartones para tapices y los comienzos de su carrera en la corte de Madrid, Madrid, Cátedra, 1993, 302 p. (ISBN 978-84-376-0392-6), p. 244, 249-252, 278
- (es) Valeriano Bozal, Francisco Goya : vida y obra, vol. 1, TF Editores & Interactiva, 2005 (ISBN 978-84-96209-39-8)
- (es) Juan J. Luna et al, Goya, 250 aniversario, Madrid, Musée du Prado, 1996, 436 p. (ISBN 84-87317-48-0 et 84-87317-49-9)